# Tanggung (Campur Darat)
Tanggung is een bestuurslaag in het regentschap Tulungagung van de provincie Oost-Java, Indonesië. Tanggung telt 6390 inwoners (volkstelling 2010).